# CMS (detektor)

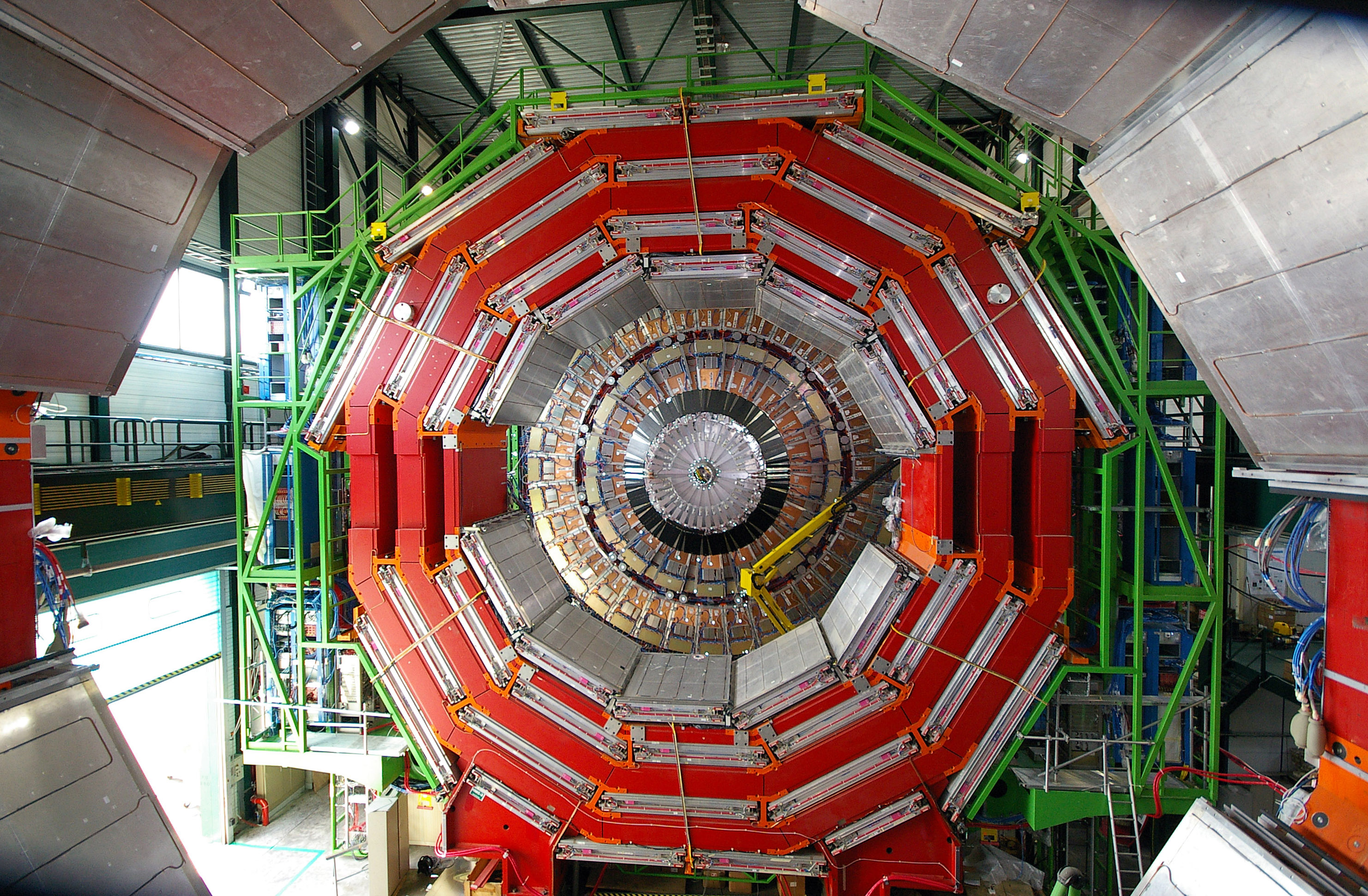
Detektor CMS

CMS (ang. Compact Muon Solenoid) – detektor przy wybudowanym w CERN-ie Wielkim Zderzaczu Hadronów (LHC), który posłuży m.in. do obserwacji mionów. 
Główne cele eksperymentu to:
- poszukiwanie bozonu Higgsa
- poszukiwanie wskazówek na temat supersymetrii
- studiowanie kolizji ciężkich jonów.

Detektory cząstek (komora śladowa, kalorymetr elektromagnetyczny i hadronowy, detektor mionowy) zostały umieszczone wewnątrz jarzma potężnego solenoidu wytwarzającego pole magnetyczne o indukcji 4 T. Detektor waży około 12500 ton, jego średnica to 16 m a całkowita długość to 21 m.
Grupa naukowców liczy około 3200 osób z 200 instytutów naukowych. W budowę, eksploatację detektora i analizę zabranych danych zaangażowani się między innymi polscy naukowcy, w tym "Warszawska Grupa CMS" zrzeszająca naukowców, inżynierów i studentów z Wydziału Fizyki Uniwersytetu Warszawskiego, Narodowego Centrum Badań Jądrowych i Politechniki Warszawskiej. Grupa odpowiedzialna jest za projekt i budowę trygera komór RPC, poszukiwanie bozonu Higgsa w kanale rozpadu na dwa leptony tau, poszukiwanie cząstek supersymetrycznych oraz badanie struktury protonu.